# چرخه زندگی زیستی

چرخه زندگی یک پشه. پشه بالغ (ایماگو) تخمگذاری کرده، این تخم‌ها تکوین یافته و چندین مرحله را پشت سر نهاده تا به مرحله بلوغ برسند. سپس با تکمیل تولیدمثل، چرخه حیات دوباره سپری می‌شود.

در زیست‌شناسی، چرخه زندگی زیست‌شناختی یا چرخه زندگی زیستی (یا جایی که ابهامی نباشد صرفاً به آن چرخه زندگی می‌گویند) دنباله‌ای از تغییرات در قالب (فرم) جاندار است که آن را در یک چرخه به حالت اولیه خود بازمی‌گرداند. «این مفهوم به‌طور نزدیک با تاریخ حیات، تکوین و رشدشناسی مرتبط است اما با آن‌ها در تأکیدشان بر روی مفهوم تجدید تفاوت می‌کند.» انتقال از یک قالب ممکن است شامل رشد، تولیدمثل غیرجنسی یا تولیدمثل جنسی باشد.
در برخی از جانداران، «نسل‌های» مختلفی از گونه‌ها، طی چرخه زندگی از یک دیگر پیشی می‌گیرد. گیاهان و بسیاری از جلبک‌ها دو مرحله چندسلولی در چرخه خود دارند، و لذا به چرخه حیاتشان، تناوب نسل می‌گویند. عبارت تاریخ حیات را اغلب به‌طور ویژه برای جاندارانی چون جلبک قرمز به کار می‌برند که تعداد مراحل چندسلولی اش بیش از دو تاست.